# Agustina García Elez
María Agustina «Tita» García Elez (Talavera de la Reina, 30 de juny de 1980) és una política espanyola del Partit Socialista Obrer Espanyol (PSOE), consellera dins el govern de Castella-la Manxa presidit per Emiliano García-Page entre 2017 i 2019.

## Biografia

### Primers anys
Nascuda el 30 de juny de 1980 a Talavera de la Reina, Agustina García, coneguda com a «Tita», es va llicenciar en Ciencies Económiques per la Universitat Autònoma de Madrid (UAM) i es va diplomar en Ciències Empresarials pel Centre d'Estudis Universitaris (CEU) de la seva ciutat natal. Secrètaria des de 2009 de les Joventuts Socialistes de Talavera, es va presentar com a candidata al lloc 4 de la llista del Partit Socialista Obrer Espanyol (PSOE) per a les eleccions municipals de 2011 al municipi. Va resultar elegida regidora per al període 2011-2015.

### Diputada i consellera autonòmica
Va ser inclosa al segón lloc de la llista del PSOE per les eleccions a les Corts de Castella-la Manxa de maig de 2015 a la circumscripció de Toledo, encapçalada per Emiliano García-Page, i es va convertir en diputada de la novena legislatura del parlament regional.
Després de la mort al càrrec de consellera de Foment del govern regional d'Elena de la Cruz, Agustina García va prendre possessió del càrrec de nova consellera de Foment el 10 d'abril de 2017.
El febrer de 2018 va ser escollida secrètaria general del PSOE a Talavera de la Reina.